# Ammophila deserticola
Ammophila deserticola là một loài côn trùng cánh màng trong họ Sphecidae, thuộc chi Ammophila. Loài này được Tsuneki miêu tả khoa học đầu tiên năm 1971.